# Асаи Рёи
Асаи Рёи (яп. 浅井 了意 Асаи Рё:и; ок. 1612 — 29 января 1691) — японский буддийский священник, поэт и писатель

, переводчик. Крупнейший представитель японской народной новеллы эпохи позднего феодализма — периода Эдо.
Один из многих самураев, которые сменили работу в мирное время. Был образованным человеком, стал монахом, жил в храме Хонсё-дзи в Киото. Хорошо знал китайскую литературу. Занимался переводами рассказов и романов с китайского на японский язык.
Кроме стихов на буддийские темы писал прозу, предназначенную для широкой аудитории. Считается предшественником японского современного романа. В своих произведениях критиковал социальную несправедливость.
Автор юмористических и приключенческих романов, книг о привидениях. Наиболее известные работы писателя: Ukiyo monogatari («Рассказы о проходящем мире», около 1661), Kanninki («Записки о настойчивости», 1655), Kōkō monogatari («Сказка о плавающем мире», приключенческий роман, 1666), Otogibōko («Сборник рассказов», 1666), Inu hariko («Бумажная собака», 1692), Honchō onna-kagami («Зеркало женщин Японии»).
Особенно популярен сборник его фантастических новелл — «Отоги-боко» (13 кн., 1666), вызвавший много подражаний.

## Издания
- Асаи Рёи. Из сборника «Кукла-талисман» / Пер. с яп. Т. И. Редько-Добровольской // Рассказы ночной стражи / Сост. Г. Б. Дуткина. — СПб.: Азбука; Азбука-Аттикус 2025. — C. 179—212. — (Изящная классика Востока). — ISBN 978-5-389-26369-7.